# 1930年代の日本
1930年代の日本（1930ねんだいのにほん）では、1930年代の日本の出来事・流行・世相などについてまとめる。
日本の元号では、昭和5年から昭和14年に当たる。

## できごと

### 1930年
- 濱口内閣が金輸出自由化。
- 日本共産党の検挙が開始。
- 昭和恐慌
- 強盗事件における常習犯をより多く罰し正当防衛をより罰しない『盗犯等の防止及処分に関する法律』が成立。

### 1931年
- 犬養内閣が金輸出を再禁止。
- 重要産業統制法により強制加入の各種業界団体の結成推進が開始。
- 9月18日 - 満州事変（柳条湖事件）勃発。

### 1932年
- 5月15日 - 五・一五事件
- 哲学者の戸坂潤らが唯物論研究会を創立。機関誌『唯物論研究』の出版を開始。内務省警保局からは共産主義団体よりであるとされていた。
- 司法官赤化事件で裁判官らが検挙。

### 1933年
- 3月3日 - 昭和三陸地震
- 国際連盟が日本軍の満洲撤退勧告案を42対1で可決し、日本政府が国際連盟と国際労働機関脱退。

### 1934年
- 9月21日 - 室戸台風が上陸。
- 12月11日 - 東京・樺太間に電話開通。
- 12月26日 - 大日本東京野球倶楽部結成。
- 東北凶作が発生。
- 小山松吉司法大臣の司法省が『ナチスの刑法』を出版。
- 輸出組合法改正施行（ダンピング取締・政府統制強化）。
- 帝人事件で斎藤内閣が総辞職。
- 帝国弁護士会がワシントン海軍軍縮条約の廃棄を求める声明を出し、日本政府が12月に廃棄を通告。世界の大国を軍拡に向かわせた。

### 1935年
- 帝国議会において、天皇機関説と国体明徴声明の応酬となる。美濃部達吉の書籍3冊が発禁。
- 大本教教祖が治安維持法で検挙（第二次大本事件）。

### 1936年
- 2月 - 二・二六事件
- 3月13日 - 枢密院議長に国本社代表の平沼騏一郎が着任。
- 5月 - 林頼三郎司法大臣の司法省が『ナチスの法制及び立法綱要（刑法及び刑事訴訟法の部）』を出版。
- 5月 - 思想犯保護観察法が成立。社寺などが保護観察所に指定されていった。

### 1937年
- 日本製綿製品のダンピングを制限する日米綿業協定が成立[1]
- 輸出入品等に関する臨時措置に関する法律、臨時輸出入許可規則が施行。金属材料や綿製品など輸出入品について商工省が販売価格を統制し、商工大臣は資源の割当てや販売価格を決める民間の統制団体を指定していった。
- 7月7日 - 日本と中華民国間において日中戦争（支那事変）が勃発。

### 1938年
- 3月3日 - 帝国議会で、電力国家管理政策等を巡って佐藤賢了陸軍中佐と板野友造弁護士による「黙れ事件」。その10日後、ドイツナチスによるオーストリア併合が発生し、激しい反対活動に遭っていた国家総動員法が野党の豹変により帝国議会で可決。
- 第1次近衛内閣が3度にわたり近衛声明を発表。
- 日本国内民需向けの綿製品の製造が禁止。民需向けにはレーヨンが製造された[2]。

### 1939年
- 4月 - 零戦 初飛行
- 5月 - ノモンハン事件
- 7月1日 - 東京芝浦電気(TOSHIBA東芝)設立
- 9月1日 - 第二次世界大戦 勃発
- 九九式短小銃 採用

## 戦争と政治

### 政治
濱口内閣
- 濱口内閣

若槻内閣
- 第2次若槻内閣

犬養内閣
- 犬養内閣

齋藤内閣
- 齋藤内閣

岡田内閣
- 岡田内閣

林内閣
- 林内閣

近衛内閣
- 第1次近衛内閣

平沼内閣
- 平沼内閣

阿部内閣
- 阿部内閣

### 戦争
- 日中戦争

## 経済
- 世界恐慌による影響で大不況時代。
- ブロック経済は日本にも大きな影響を与えた。

## 文化
- 昭和モダン

## 人物

### 政治と軍事
- 犬養毅（1855年 - 1932年）
- 斎藤実（1858年 - 1936年）
- 町田忠治（1863年 - 1946年）
- 安達謙蔵（1864年 - 1948年）
- 若槻禮次郎（1866年 - 1949年）
- 平沼騏一郎（1867年 - 1952年）
- 鈴木喜三郎（1867年 - 1940年）
- 池田成彬（1867年 - 1950年）
- 宇垣一成（1868年 - 1956年）
- 岡田啓介（1868年 - 1952年）
- 濱田国松（1868年 - 1939年）
- 久原房之助（1869年 - 1965年）
- 濱口雄幸（1870年 - 1931年）
- 渡辺錠太郎（1874年 - 1936年）
- 阿部信行（1875年 - 1953年）
- 林銑十郎（1876年 - 1943年）
- 眞崎甚三郎（1876年 - 1956年）
- 結城豊太郎（1877年 - 1951年）
- 荒木貞夫（1877年 - 1966年）
- 廣田弘毅（1878年 - 1948年）
- 松井石根（1878年 - 1948年）
- 寺内寿一（1879年 - 1946年）
- 松岡洋右（1880年 - 1946年）
- 櫻内幸雄（1880年 - 1947年）
- 永井柳太郎（1881年 - 1944年）
- 土肥原賢二（1883年 - 1948年）
- 中島知久平（1884年 - 1949年）
- 永田鉄山（1884年 - 1935年）
- 有馬頼寧（1884年 - 1957年）
- 板垣征四郎（1885年 - 1948年）
- 大島浩（1886年 - 1975年）
- 後藤隆之助（1888年 - 1984年）
- 樋口季一郎（1888年 - 1970年）
- 原田熊雄（1888年 - 1946年）
- 石原莞爾（1889年 - 1949年）
- 橋本欣五郎（1890年 - 1957年）
- 近衛文麿（1891年 - 1945年）
- 星野直樹（1892年 - 1978年）
- 田中隆吉（1893年 - 1972年）
- 辻政信（1902年 - 1961年？）
- 磯部浅一（1905年 - 1937年）

### 哲学・思想・宗教
- 権藤成卿（1868年 - 1937年）
- 出口王仁三郎（1871年 - 1948年）
- 波多野精一（1877年 - 1965年）
- 澤木興道（1880年 - 1950年）
- 北一輝（1883年 - 1937年）
- 天野貞祐（1884年 - 1980年）
- 井上日召（1886年 - 1967年）
- 九鬼周造（1888年 - 1941年）
- 佐野学（1892年 - 1953年）
- 三枝博音（1892年 - 1963年）
- 橘孝三郎（1893年 - 1974年）
- 谷口雅春（1893年 - 1985年）
- 蓑田胸喜（1894年 - 1946年）
- 三木清（1897年 - 1945年）
- 戸坂潤（1900年 - 1945年）
- 大宅壮一（1900年 - 1970年）
- 鍋山貞親（1901年 - 1979年）
- 勝野金政（1901年 - 1984年）
- 西田税（1901年 - 1937年）
- 江川桜堂（1905年 - 1938年）

### 学者
- 美濃部達吉（1873年 - 1948年）
- 山田孝雄（1873年 - 1958年）
- 金田一京助（1882年 - 1971年）
- 橋本進吉（1882年 - 1945年）
- 折口信夫（1887年 - 1953年）
- 高橋亀吉（1891年 - 1977年）
- 河合栄治郎（1891年 - 1944年）
- 瀧川幸辰（1891年 - 1962年）
- 蠟山政道（1895年 - 1980年）
- 谷川徹三（1895年 - 1989年）
- 向坂逸郎（1897年 - 1985年）
- 岡正雄（1898年 - 1982年）
- 式場隆三郎（1898年 - 1965年）
- 野呂栄太郎（1900年 - 1934年）
- 岡潔（1901年 - 1978年）
- 山内清男（1902年 - 1970年）

### 経済
- 團琢磨（1858年 - 1932年）
- 松田重次郎（1875年 - 1952年）
- 白井松次郎（1877年 - 1951年）
- 大谷竹次郎（1877年 - 1969年）
- 五島慶太（1882年 - 1959年）
- 豊田利三郎（1884年 - 1952年）
- 正力松太郎（1885年 - 1969年）
- 吉本せい（1889年 - 1950年）
- 細川力蔵（1889年 - 1945年）
- 松下幸之助（1894年 - 1989年）
- 国場幸太郎（1900年 - 1988年）
- 田村駒治郎（1904年 - 1961年）

### 文学
- 佐佐木信綱（1872年 - 1963年）
- 種田山頭火（1882年 - 1940年）
- 野上弥生子（1885年 - 1985年）
- 山中峯太郎（1885年 - 1966年）
- 山本有三（1887年 - 1974年）
- 內田百閒（1889年 - 1971年）
- 室生犀星（1889年 - 1962年）
- 岡本かの子（1889年 - 1939年）
- 村松梢風（1889年 - 1961年）
- 岸田國士（1890年 - 1954年）
- 清沢冽（1890年 - 1945年）
- 土屋文明（1890年 - 1990年）
- 直木三十五（1891年 - 1934年）
- 三上於菟吉（1891年 - 1944年）
- 吉川英治（1892年 - 1962年）
- 獅子文六（1893年 - 1969年）
- 南洋一郎（1893年 - 1980年）
- 橘外男（1894年 - 1959年）
- 金子光晴（1895年 - 1975年）
- 佐々木味津三（1896年 - 1934年）
- 宇野千代（1897年 - 1996年）
- 嘉村礒多（1897年 - 1933年）
- 吉屋信子（1896年 - 1973年）
- 尾崎翠（1896年 - 1971年）
- 横光利一（1898年 - 1947年）
- 井伏鱒二（1898年 - 1993年）
- 川端康成（1899年 - 1972年）
- 川口松太郎（1899年 - 1985年）
- 尾崎一雄（1899年 - 1983年）
- 三好達治（1900年 - 1964年）
- 村野四郎（1901年 - 1975年）
- 小栗虫太郎（1901年 - 1946年）
- 海音寺潮五郎（1901年 - 1977年）
- 北園克衛（1902年 - 1978年）
- 小林多喜二（1903年 - 1933年）
- 林芙美子（1903年 - 1951年）
- 三角寛（1903年 - 1971年）
- 阿部知二（1903年 - 1973年）
- 堀辰雄（1904年 - 1953年）
- 石川達三（1905年 - 1985年）
- 山中散生（1905年 - 1977年）
- 伊東静雄（1906年 - 1953年）
- 亀井勝一郎（1907年 - 1966年）
- 火野葦平（1907年 - 1960年）
- 中原中也（1907年 - 1937年）
- 高見順（1907年 - 1965年）
- 立原道造（1907年 - 1939年）
- 豊田正子（1922年 - 2010年）

### 芸術
- 伊東忠太（1867年 - 1954年）
- 平櫛田中（1872年 - 1979年）
- 香取秀真（1874年 - 1954年）
- 津田青楓（1880年 - 1978年）
- 小林古径（1883年 - 1957年）
- 安田靫彦（1884年 - 1978年）
- 前田青邨（1885年 - 1977年）
- 渡辺仁（1887年 - 1973年）
- 佐藤玄々（1888年 - 1963年）
- 安井曾太郎（1888年 - 1955年）
- 河井寛次郎（1890年 - 1966年）
- 須田国太郎（1891年 - 1961年）
- 長谷川利行（1891年 - 1940年）
- 長谷川潔（1891年 - 1980年）
- 謝花凡太郎（1891年 - 1963年）
- 下川凹天（1892年 - 1973年）
- 高橋貞太郎（1892年 - 1970年）
- 安藤照（1892年 - 1945年）
- 山口蓬春（1893年 - 1971年）
- 北川民次（1894年 - 1989年）
- 小倉遊亀（1895年 - 2000年）
- 中山岩太（1895年 - 1949年）
- 阪本牙城（1895年 - 1973年）
- 堀口捨己（1895年 - 1984年）
- 村田安司（1896年 - 1966年）
- 太田聴雨（1896年 - 1958年）
- ポール・ジャクレー（1896年 - 1960年）
- 重森三玲（1896年 - 1975年）
- 東郷青児（1897年 - 1978年）
- 谷中安規（1897年 - 1946年）
- 政岡憲三（1898年 - 1988年）
- 小早川清（1899年 - 1948年）
- 田河水泡（1899年 - 1989年）
- 島田啓三（1900年 - 1973年）
- 平井輝七（1900年 - 1970年）
- 高野三三男（1900年 - 1979年）
- 坂倉準三（1901年 - 1969年）
- 北脇昇（1901年 - 1951年）
- 朝井閑右衛門（1901年 - 1983年）
- 青山二郎（1901年 - 1979年）
- 三岸好太郎（1903年 - 1934年）
- 岡本唐貴（1903年 - 1986年）
- 海老原喜之助（1904年 - 1970年）
- 松本かつぢ（1904年 - 1986年）
- 米倉壽仁（1905年 - 1994年）
- 小牧源太郎（1906年 - 1989年）
- 横山隆一（1909年 - 2001年）
- 名取洋之助（1910年 - 1962年）
- 藤牧義夫（1911年 - 1935年？）
- 瑛九（1911年 - 1960年）
- 寺田政明（1912年 - 1989年）
- 山本悍右（1914年 - 1987年）
- 杉全直（1914年 - 1994年）
- 浜田浜雄（1915年 - 1994年）
- 浅原清隆（1915年 - 1945年）

### 演芸
- 五代目 笑福亭松鶴（1884年 - 1950年）
- 桂小文治（1893年 - 1967年）
- 二代目 桂春団治（1894年 - 1953年）
- 三代目 三遊亭金馬（1894年 - 1964年）
- 横山エンタツ（1896年 - 1971年）
- 桂米團治（1896年 - 1951年）
- 花菱アチャコ（1897年 - 1974年）
- 広沢虎造（1899年 - 1964年）
- 春風亭柳橋（1899年 - 1979年）
- 柳家金語楼（1901年 - 1972年）

### 音楽
- 西條八十（1892年 - 1970年）
- 宮城道雄（1894年 - 1956年）
- 藤原義江（1898年 - 1976年）
- 東海林太郎（1898年 - 1972年）
- 江口夜詩（1903年 - 1978年）
- 古賀政男（1904年 - 1978年）
- 小唄勝太郎（1904年 - 1974年）
- 松島詩子（1905年 - 1996年）
- 市丸（1906年 - 1997年）
- 赤坂小梅（1906年 - 1992年）
- 服部良一（1907年 - 1993年）
- 淡谷のり子（1908年 - 1999年）
- ディック・ミネ（三根耕一）（1908年 - 1991年）
- 塩まさる（1908年 - 2003年）
- 古関裕而（1909年 - 1989年）
- 渡辺はま子（1910年 - 1999年）
- 藤山一郎（1911年 - 1993年）
- 松原操（1911年 - 1984年）
- 林伊佐緒（1912年 - 1995年）
- 霧島昇（1914年 - 1984年）
- 伊福部昭（1914年 - 2006年）
- 諏訪根自子（1920年 - 2012年）

### 映画・演劇・舞踊
- 衣笠貞之助（1896年 - 1982年）
- 大河内傳次郎（1898年 - 1962年）
- 内田吐夢（1898年 - 1970年）
- 溝口健二（1898年 - 1956年）
- 鈴木重吉（1900年 - 1976年）
- 伊丹万作（1900年 - 1946年）
- 岡田嘉子（1902年 - 1992年）
- 滝沢英輔（1902年 - 1965年）
- 岡田時彦（1902年 - 1934年）
- 片岡千恵蔵（1903年 - 1983年）
- 古川ロッパ（1903年 - 1961年）
- 小津安二郎（1903年 - 1963年）
- 五所平之助（1903年 - 1981年）
- 小杉勇（1904年 - 1983年）
- 千田是也（1904年 - 1994年）
- 榎本健一（1904年 - 1970年）
- 佐野碩（1905年 - 1966年）
- 成瀬巳喜男（1905年 - 1969年）
- 杉本良吉（1907年 - 1939年）
- 亀井勝一郎（1907年 - 1966年）
- 市川右太衛門（1907年 - 1999年）
- マキノ正博（1908年 - 1993年）
- 長谷川一夫（1908年 - 1984年）
- 上原謙（1909年 - 1991年）
- 山中貞雄（1909年 - 1938年）
- 佐分利信（1909年 - 1982年）
- 益田喜頓（1909年 - 1993年）
- 坊屋三郎（1910年 - 2002年）
- 伊達里子（1910年 - 1972年）
- 入江たか子（1911年 - 1995年）
- 竹久千恵子（1912年 - 2006年）
- 近衛十四郎（1914年 - 1977年）
- 水の江瀧子（1915年 - 2009年）
- 伏見信子（1915年 - 生死不明）
- 山田五十鈴（1917年 - 2012年）
- 高峰三枝子（1918年 - 1990年）

### 科学と技術
- 中谷宇吉郎（1900年 - 1962年）

### 探検と冒険
- 塚越賢爾（1900年 - 1943年）
- 飯沼正明（1900年 - 1941年）

### スポーツ
- 鈴木重義（1902年 - 1971年）
- 牛島辰熊（1904年 - 1985年）
- 竹腰重丸（1906年 - 1980年）
- 竹内悌三（1908年 - 1946年）
- 双葉山定次（1912年 - 1968年）
- 川本泰三（1914年 - 1985年）
- 前畑秀子（1914年 - 1995年）
- 保田隆芳（1920年 - 2009年）

#### 野球
- 浅沼誉夫（1891年 - 1944年）
- 市岡忠男（1891年 - 1964年）
- 三宅大輔（1893年 - 1978年）
- 池田豊（1893年 - 1952年）
- 岡田源三郎（1896年 - 1977年）
- 小西得郎（1896年 - 1977年）
- 石本秀一（1897年 - 1982年）
- 久慈次郎（1898年 - 1939年）
- 横沢三郎（1904年 - 1995年）
- 藤本定義（1904年 - 1981年）
- 森茂雄（1906年 - 1977年）
- 田部武雄（1906年 - 1945年）
- 村上実（1906年 - 1999年）
- 山下実（1907年 - 1995年）
- 宮武三郎（1907年 - 1956年）
- 若林忠志（1908年 - 1965年）
- 島秀之助（1908年 - 1995年）
- 水原茂（1909年 - 1982年）
- 松木謙治郎（1909年 - 1986年）
- 中島治康（1909年 - 1987年）
- 苅田久徳（1910年 - 2001年）
- 小川正太郎（1910年 - 1980年）
- 西村幸生（1910年 - 1945年）
- 伊達正男（1911年 - 1992年）
- 三原修（1911年 - 1984年）
- 前川八郎（1912年 - 2010年）
- 坪内道則（1914年 - 1997年）
- 吉田正男（1914年 - 1996年）
- 濃人渉（1915年 - 1990年）
- 景浦將（1915年 - 1945年）
- 石田光彦（1915年 - 1980年）
- 御園生崇男（1916年 - 1965年）
- 内藤幸三（1916年 - 2002年）
- ヴィクトル・スタルヒン（1916年 - 1957年）
- 藤村富美男（1916年 - 1992年）
- 重松通雄（1916年 - 1979年）
- 藤井勇（1916年 - 1986年）
- 大沢清（1916年 - 2005年）
- 沢村栄治（1917年 - 1944年）
- 鬼頭数雄（1917年 - 1944年）
- 伊賀上良平（1917年 - 2000年）
- 門前眞佐人（1917年 - 1984年）
- 白石敏男（1918年 - 2000年）
- 吉原正喜（1919年 - 1944年）
- 千葉茂（1919年 - 2002年）
- 中河美芳（1920年 - 1944年）
- 川上哲治（1920年 - 2013年）